# Crytek
Crytek（クライテック）は、1999年にトルコ人の3人兄弟（Cevat Yerli、Avni Yerli、Faruk Yerli）によって創立された、ドイツのフランクフルトに本拠を置くコンピュータゲーム開発会社である。Yerli兄弟が1999年にコーブルグで創業し、2006年にフランクフルトへと移転した。同社はウクライナのキーウとトルコのイスタンブールでもスタジオを運営している。かつてはCrytek Black Sea（ブルガリア・ソフィア）やCrytek UK（イングランド・ノッティンガム）、Crytek USA（アメリカ合衆国テキサス州オースティン）などのスタジオも運営していた。

## 沿革
自社開発のゲームエンジンである CryENGINE を用いた3Dコンピュータゲームの開発、及びゲームエンジンのライセンス付与が主な業務である。
処女作の『Far Cry』は、CryENGINE による革新的なグラフィックと、プレイヤーが進行ルートを選択できる自由度の高いゲームシステムによって発売前から世間の大きな注目を集めた。そして、まだ無名であった Crytek の名を一気に世に知らしめた。同タイトルは、同年に発売された『Half-Life 2』の Source Engine、『DOOM 3』の DOOM3 Engine と並び、3Dゲームのグラフィック水準を大きく引き上げたタイトルとして評価された。
その後、発売元をユービーアイソフトからエレクトロニック・アーツに変更している。その過程で『Far Cry』の版権をユービーアイソフトに売却したため、2作目には『Crysis』という新たなタイトルが冠せられることとなった。
なお、『Far Cry 2』以降のFar Cryの続編及びスピンオフタイトルがubisoftから発売されているが、それらの開発はUBI Montrealが行っており、Crytekは関与していない。
2007年に発表された CryENGINE 2 はコンシューマ機にも対応したマルチプラットフォーム対応のゲームエンジンであり、同社がゲームエンジンビジネスを強く意識していることが窺える。CryENGINE2 は DirectX 10 や SM4.0 に対応するなど、最新のフィーチャーを数多く備えており、CryENGINE に引き続き大きな注目を集めた。
CryENGINE 2 によって開発された『Crysis』及びそのスピンオフタイトルである『Crysis Warhead』は、2008年当時では最高水準のグラフィックを体験できる 3D ゲームであった。これらのタイトル（特に『Crysis』）には、CryENGINE 2 の技術デモといった側面が多少なりとも存在するため、発売当時は最高画質でプレイできる一般向け PC が存在しなかったほどで、コストパフォーマンスが悪く要求スペックが非常に高い。
コンピュータソフトウエアの不正コピーが後を絶たないため、『Crysis Warhead』以降のタイトルは全てマルチプラットフォームで発売すると明言した。
2009年10月14日、新しいゲームエンジンとなる CryENGINE 3 をリリースした。
2012年4月、CrytekはCryEngine  3.4 SDKをリリースし、CryEngine SDKがDirectX 11に対応した。2013年2月にはCrysis 3を発売し、2013年11月にXbox Oneのローンチタイトルとして『ライズ:サン・オブ・ローマ』を発売した（PC版は2014年10月発売）。
2013年1月17日、Crytekはトルコのイスタンブールに正式にオフィスを開設した。2013年1月28日、Crytekはアメリカ合衆国テキサス州オースティンにVirgil Gamesの元従業員を中心に構成された新スタジオ「Crytek USA」を新設した。

### 2014年以降：再編、新経営者、CryEngine 4と5、新作
2014年6月、CrytekはCrytek UKとCrytek USAの従業員に対する賃金の支払いが滞っており、ボーナスも保留していたという報道がなされ、同社はオンラインゲームに特に重点を置いた将来のプロジェクト用の資本を確保するための「過渡期」であると回答した。
2014年7月、Crytekは『HOMEFRONT the Revolution』を含む『HOMEFRONT』の権利とCrytek UKのスタッフをKoch Mediaへと移す戦略的取引を発表した。同チームは「Deep Silver Dambuster Studios」として同作の開発を継続した。Crytek USAはエンジンサポートに留まるように再編され、『Hunt: Horrors of the Gilded Age』の開発はCrytekに移管された。
2016年12月20日、Crytekはハンガリー、ブルガリア、韓国、中国にある同社スタジオを閉鎖すると発表した。2017年3月7日、CrytekはCrytek Black SeaをセガとThe Creative Assemblyに売却した。
2018年2月28日、CrytekはCevat Yerliが同社のCEOを退任し、彼の兄弟のAvniとFarukが共同CEOとして会社の経営を引き継ぐことを発表した。Cevatは顧問と大株主として会社を引き続き支援していく。CryEngine 4の開発に続いてCryEngine Ⅴが開発された。
Crytekは2019年に『Hunt: Showdown』（CryEngineの第5世代を使用）を発売した。また、『The Climb』（Oculus Rift向け）、『The Climb 2』（Oculus RiftとOculus Quest 2）、『Robinson: The Journey』（PlayStation VR、Oculus Rift、SteamVR）の三件のバーチャル・リアリティプロジェクトを手掛けた。『Arena of Fate』はゲームのデベロッパーCrytek Black Seaが売却されたことにより、開発が中止された。

## 子会社
- Crytek Kiev（ウクライナ・キーウ）— 2006年設立
- Crytek Istanbul（トルコ・イスタンブール）— 2012年設立

### 元子会社
- Crytek Black Sea（ブルガリア・ソフィア）— 2008年に「Black Sea Studios」（2001年設立）を買収して改称した。2017年にSEGAに売却。
- Crytek Budapest（ハンガリー・ブダペスト）— 2007年に設立され、2016年に閉鎖
- Crytek Seoul（韓国・ソウル）— 2008年に設立され、2016年に閉鎖
- Crytek Shanghai（中国・上海）— 2012年に設立され、2016年に閉鎖
- Crytek UK（イングランド・ノッティンガム） — 2009年に「Free Radical Design」（1999年設立）を買収して改称。2014年にDeep Silverに売却
- Crytek USA（アメリカ合衆国テキサス州オースティン）— 2013年に設立され、2014年に閉鎖

## 開発タイトル
| 年   | タイトル                  | パブリッシャー            | プラットフォーム                                                      | スタジオ          |
| ---- | ------------------------- | ------------------------- | --------------------------------------------------------------------- | ----------------- |
| 2004 | Far Cry                   | Ubisoft                   | Microsoft Windows                                                     | Crytek            |
| 2007 | Crysis                    | エレクトロニック・アーツ  | Microsoft Windows、PlayStation 3、Xbox 360                            | Crytek            |
| 2008 | Crysis Warhead            | エレクトロニック・アーツ  | Microsoft Windows                                                     | Crytek Budapest   |
| 2011 | Crysis 2                  | エレクトロニック・アーツ  | Microsoft Windows、PlayStation 3、Xbox 360                            | Crytek、Crytek UK |
| 2012 | Fibble: Flick 'n' Roll    | Crytek                    | Android、iOS                                                          | Crytek Budapest   |
| 2013 | Crysis 3                  | エレクトロニック・アーツ  | Microsoft Windows、PlayStation 3、Xbox 360                            | Crytek、Crytek UK |
| 2013 | Warface                   | Microsoft Studios、Crytek | Microsoft Windows、PlayStation 4、Xbox 360、Xbox One、Nintendo Switch | Crytek Kiev       |
| 2013 | ライズ:サン・オブ・ローマ | Microsoft Studios、Crytek | Microsoft Windows、Xbox One                                           | Crytek            |
| 2014 | The Collectables          | DeNA                      | iOS                                                                   | Crytek Budapest   |
| 2016 | The Climb                 | Crytek                    | Microsoft Windows、Oculus Quest (2019)                                | Crytek            |
| 2016 | Robinson: The Journey     | Crytek                    | Microsoft Windows、PlayStation 4                                      | Crytek            |
| 2019 | Hunt: Showdown            | Crytek                    | Microsoft Windows、PlayStation 4、Xbox One                            | Crytek            |
| 2020 | Crysis Remastered         | Crytek                    | Microsoft Windows、Nintendo Switch、PlayStation 4、Xbox One           | Crytek            |
| 2020 | The Climb 2               | Crytek                    | Oculus Quest                                                          | Crytek            |

### 開発中止タイトル
- Arena of Fate

## ゲームエンジン
- CryENGINE
- CryENGINE 2
- CryENGINE 3
- CryENGINE(第4世代)
- CryENGINE V